# Diecéze Arca ve Fénicii
Diecéze Arca ve Fénicii je titulární diecéze římskokatolické církve.

## Historie
Arca ve Fénicii odpovídá archeologickému nalezišti Arqa v dnešním Libanonu. Je antické biskupské sídlo, které se nacházelo v římské provincii Fénicie I.. Bylo součástí Antiochijského patriarchátu a sufraganní arcidiecéze Tyr.
Dnes je využíváno jako titulární biskupské sídlo; od roku 1981 je bez titulárního biskupa.

## Seznam biskupů
- Lucianus (zmíněn roku 363/364)
- Alexandrus (zmíněn roku 381)
- Reverentius (jmenován biskupem Týru)
- Marcellinus (zmíněn roku 431)
- Epifanius (zmíněn roku 448)
- Heraclius (zmíněn roku 451)

## Seznam titulárních biskupů
- 1809 – 1816 Józef Krystofowicz
- 1954 – 1962 Jean-Édouard-Lucien Rupp
- 1962 – 1981 Hugo Aufderbeck